# يسوف (لودر)

تعديل مصدري - تعديل

يسوف هي إحدى قرى عزلة زارة بمديرية لودر التابعة لمحافظة أبين، بلغ تعداد سكانها 297 نسمة حسب تعداد اليمن لعام 2004.